# 624th Regional Support Group
Il 624th Regional Support Group è un gruppo di supporto della Air Force Reserve Command, inquadrato nella Fourth Air Force. Il suo quartier generale è situato presso la Joint Base Pearl Harbor-Hickam, nelle Hawaii.

## Organizzazione
Attualmente, al settembre 2017, esso controlla:
- 44th Aerial Port Squadron, distaccato presso la Andersen Air Force Base, Guam
- 48th Aerial Port Squadron
- 624th Aerospace Medicine Flight, distaccato presso la Andersen Air Force Base, Guam
- 624th Aeromedical Staging Squadron
- 624th Civil Engineer Squadron